# Мостиський деканат РКЦ
Мостицький деканат РКЦ — одна з 12-ти адміністративно-територіальних одиниць Львівської архідієцезії Римо-католицької Церкви в Україні із центром у Мостиська.

## Історія
Деканат був створений у 1641 році шляхом виділення 15 парафій (з 30) з Перемишлянського деканату. За іншими даними — деканат утворено 1992 року
У 1877 році деканат налічував 16 938 вірних (9 парафій і 15 священнослужителів), потім 22 539 (1897) і 25 200 (1914, 10 парафій і 16 священнослужителів).
У 1945 році складався з 12 парафій (Баліце, Гусаків, Крукеніце, Липники, Міжинець, Мостиська, Мислатичі, Пнікут, Раденіце, Радохоньце, Тамановіце, Тшенець) і повністю перебував у складі Радянського Союзу.

## Парафії
- Баличі
- Золотковичі
- Ιорданівка
- Крисовичі
- Крукеничі
- Липники
- Милятин
- Мишятичі
- Мостиська (народження св. Йоана Хрестителя)
- Мостиська (Санктуарій ПДМ Неустанної Допомоги)
- Пнікут
- Раденичі
- Стоянці
- Стрілецьке
- Судова Вишня
- Тамановичі
- Твіржа
- Тщенець
- Чижевичі
- Чишки
- Шегині